# Marinus Kraus
Marinus Kraus (Oberaudorf, 13 febbraio 1991) è un saltatore con gli sci ed ex combinatista nordico tedesco.

## Biografia
Ha iniziato praticando a livello giovanile la combinata nordica, gareggiando in circuiti minori (gare FIS e Alpen Cup).
Dal 2009 si dedica al salto con gli sci; in Coppa del Mondo ha esordito il 26 gennaio 2013 a Vikersund (36°), ha ottenuto il primo podio il 29 novembre successivo a Kuusamo (2º) e la prima vittoria il 17 gennaio 2015 a Zakopane.
In carriera ha partecipato a un'edizione dei Giochi olimpici invernali, Soči 2014 (6º nel trampolino lungo, 1º nella gara a squadre), e a una dei Campionati mondiali, Falun 2015 (10º nel trampolino normale).

## Palmarès

### Salto con gli sci

#### Olimpiadi
- 1 medaglia:
  - 1 oro (gara a squadre a Soči 2014)

#### Mondiali juniores
- 1 medaglia:
  - 1 argento (gara a squadre a Otepää 2011)

#### Coppa del Mondo
- Miglior piazzamento in classifica generale: 16º nel 2014
- 5 podi (1 individuale, 4 a squadre):
  - 1 vittoria (a squadre)
  - 1 secondo posto (a squadre)
  - 3 secondi posti (1 individuale, 2 a squadre)

#### Coppa del Mondo - vittorie
| Data            | Località | Nazione | Trampolino                                                                    |
| --------------- | -------- | ------- | ----------------------------------------------------------------------------- |
| 17 gennaio 2015 | Zakopane | Polonia | Wielka Krokiew HS134 (con Michael Neumayer, Richard Freitag e Severin Freund) |